# دی-لینک
دی - لینک (به انگلیسی: D-Link) یک شرکت تجهیزات مخابراتی و شبکه است که در سال ۱۹۸۶ در تایپه با نام داتکس سیستم تأسیس شد. در سال ۱۹۹۴ نام این شرکت به دی-لینک تغییر کرد.
این شرکت ۱۲۷ نماینده فروش در ۶۴ کشور دارد و با ۱۰ مرکز پخش جهانی حدود ۱۰۰ کشور را پوشش می‌دهد.
از محبوب ترین محصولات این شرکت در ایران می‌تون به روتر های میان‌رده و پایین‌رده اشاره نمود که تکنولوژی ADSL را برای کاربران ارائه می‌کند. محصولات این شرکت معمولاً دارای پشتیبانی نرم‌افزاری و به‌روزرسانی نمی‌باشد و این امر موجب شده است تا آسیب‌های امنیتی بسیاری در این دستگاه‌ها منجر به هک شدن آن‌ها گردد.

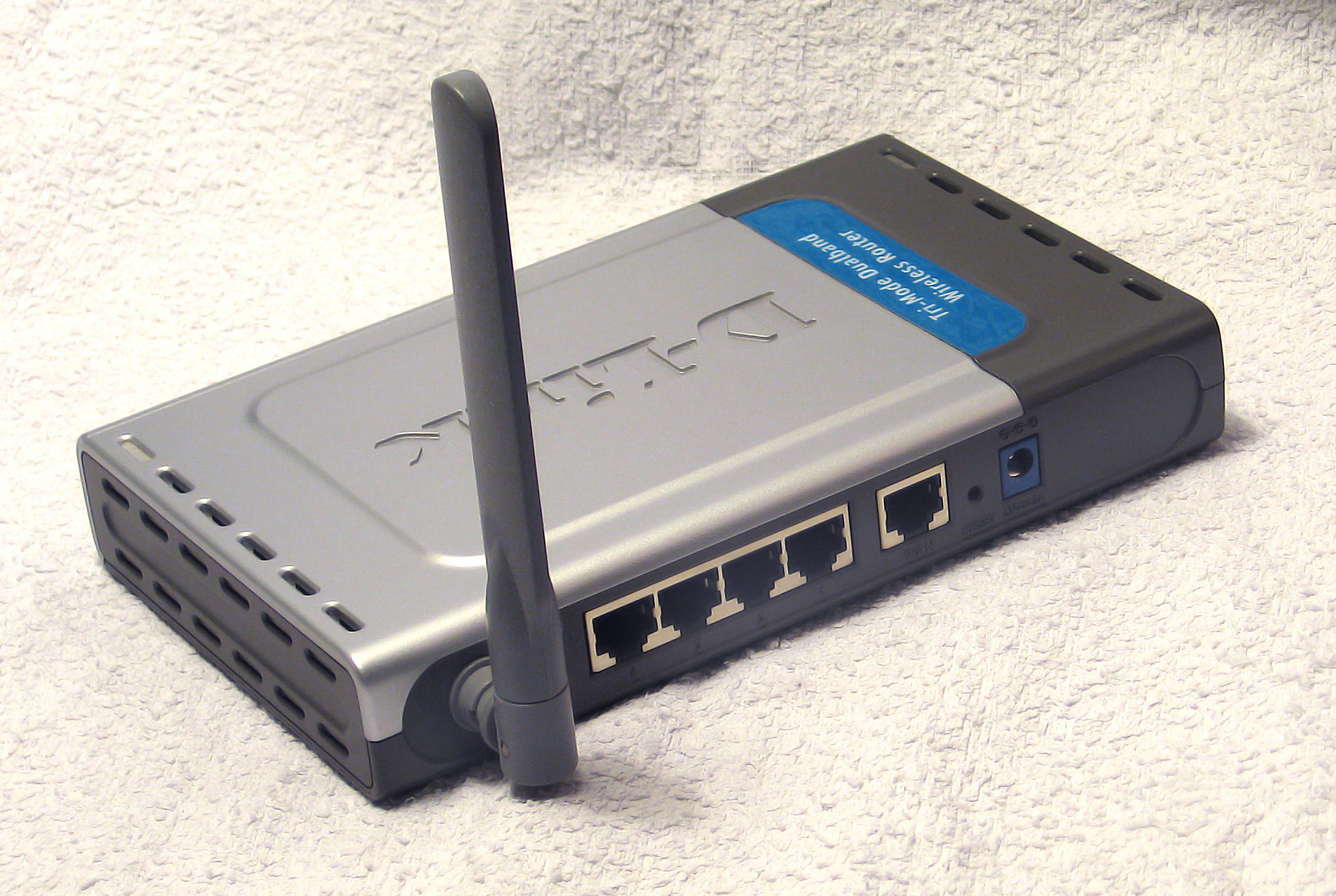
D-Link DI-774
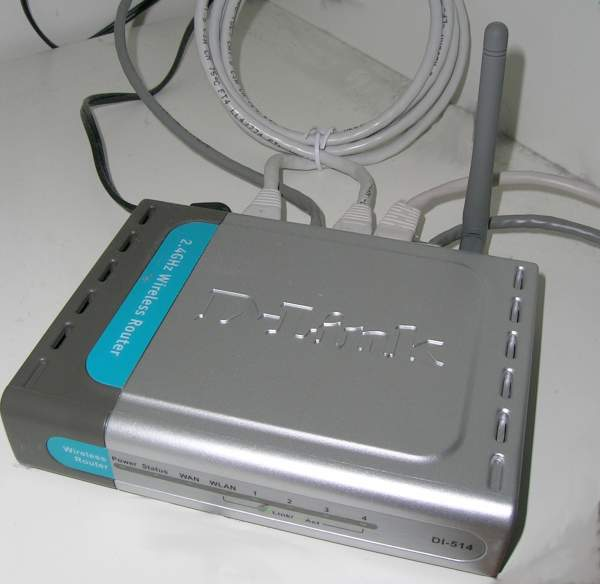
D-Link DI-514
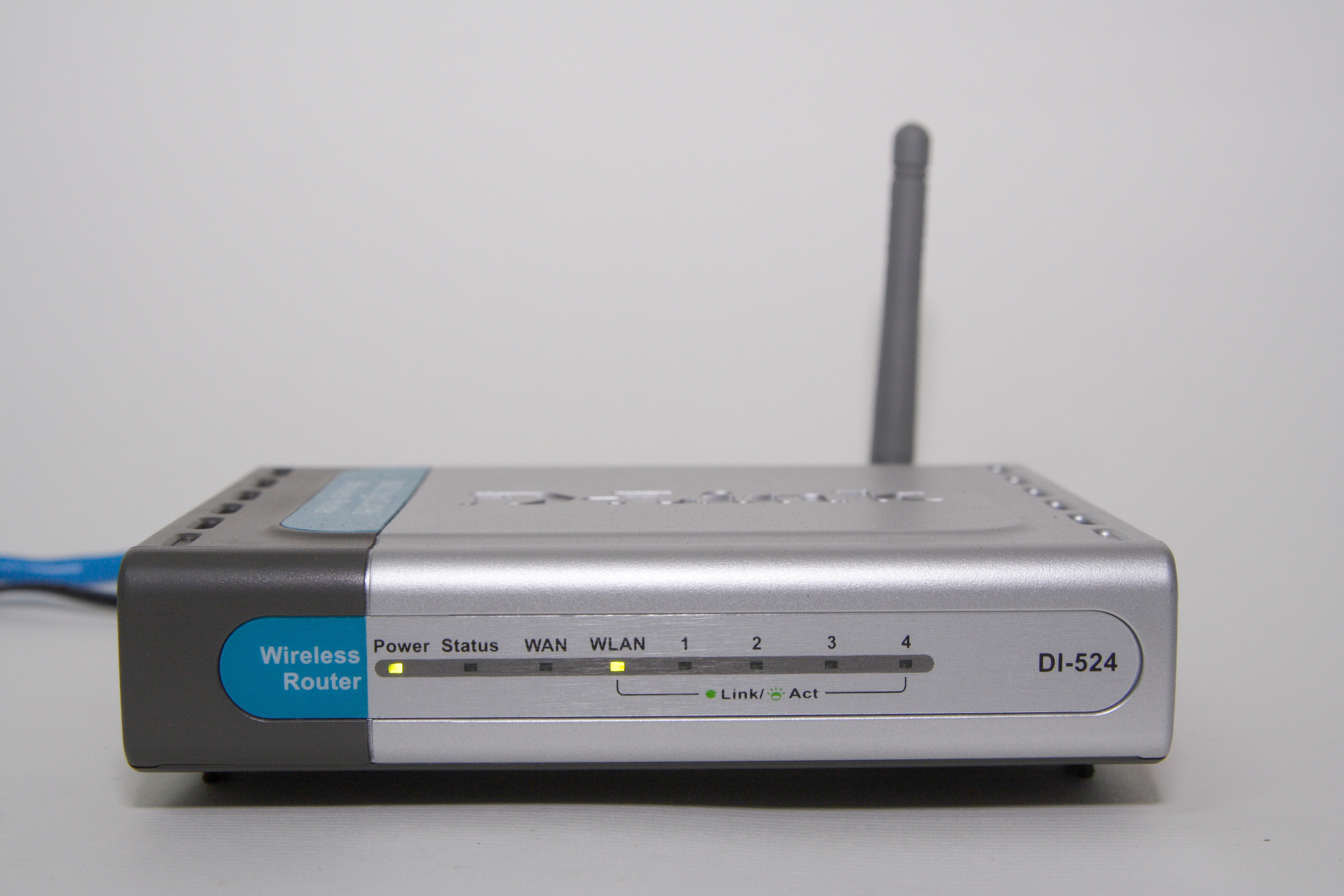
D-Link DI-524
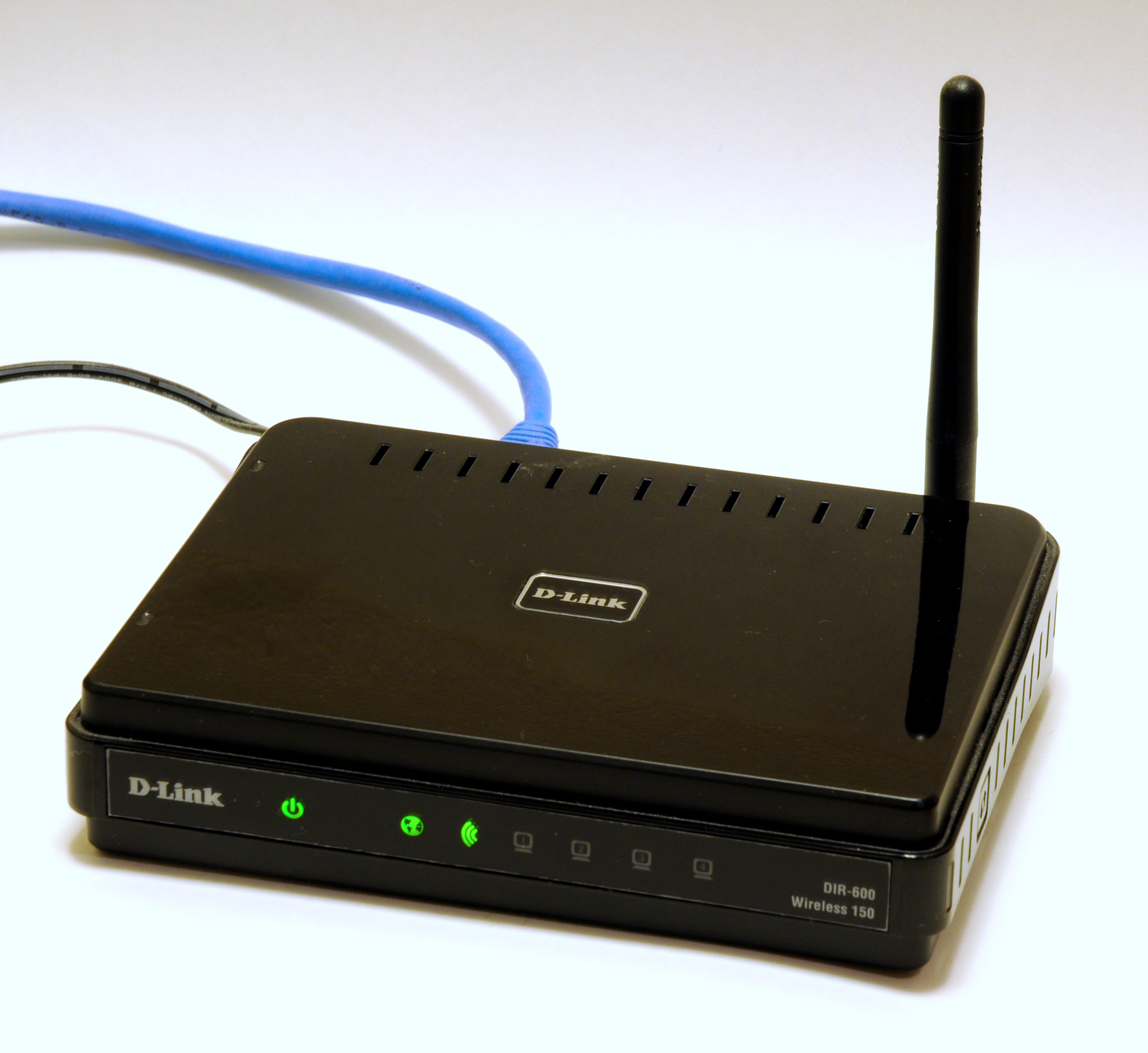
D-Link DIR-600

## در پشتی
در اکتبر ۲۰۱۳ یک محقق امنیتی، کریگ هفنر، متوجه وجود در پشتی در تعدادی از رهیاب‌های خانگی ساختهٔ شرکت دی-لینک شد که به نفوذگران اجازه می‌دهد به‌طور کامل کنترل رهیاب را در دست بگیرند و فعالیت‌های تحت وب کاربر را زیر نظر داشته باشند. دی-لینک ضمن پذیرش وجود این نقص امنیتی اعلام کرد که تا پایان ماه اکتبر وصلهٔ امنیتی برای اصلاح این مشکل منتشر خواهد کرد.
در سال ۲۰۲۴ نیز منابع امنیتی اعلام کردند که دسته‌ای از دستگاه‌های NAS تولید این شرکت دارای آسیب‌پذیری با شدت بحرانی می‌باشند که اجازه دسترسی غیرمجاز به دستگاه، ایجاد کاربر غیر مجاز جدید و نیز اجرای دستورات دلخواه را به مهاجم می‌دهند.  با این‌حال، شرکت D-Link در بیانه‌ای در وبگاه رسمی خود عنوان کرد، با توجه به پایان دوره عمر دستگاه‌ها (EOL) این شرکت قصد رفع کردن این ایرادات امنیتی را نداشته و این دستگاه‌ها دارای این مشکل امنیتی باقی خواهند ماند.  بسیاری از کاربران در بازخورد عنوان کردند دیگر دستگاه‌های D-Link را خریداری نخواهند کرد. 